# Elaeagnus oldhamii
Elaeagnus oldhamii là một loài thực vật có hoa trong họ Elaeagnaceae. Loài này được Maxim. mô tả khoa học đầu tiên năm 1871.

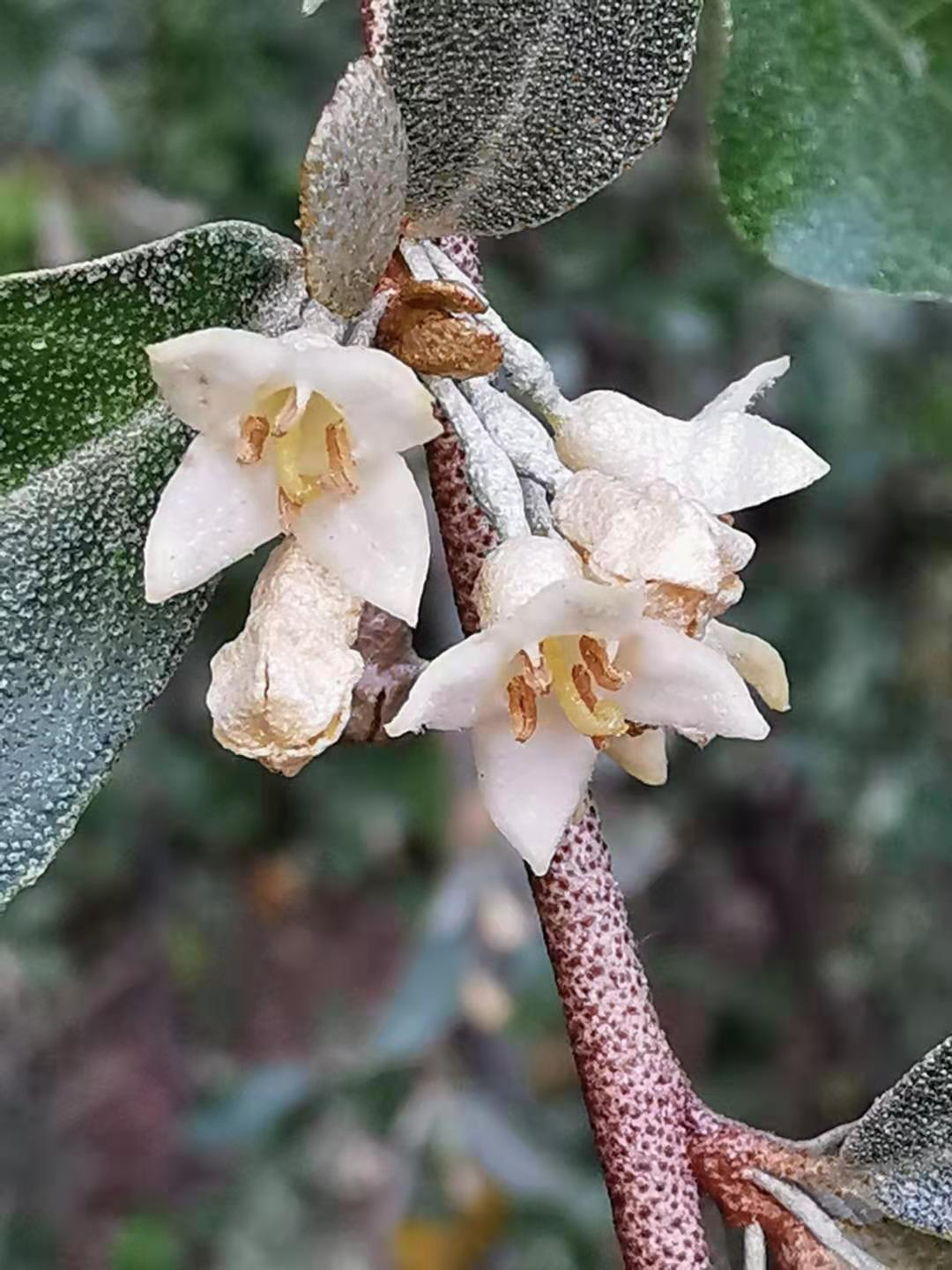
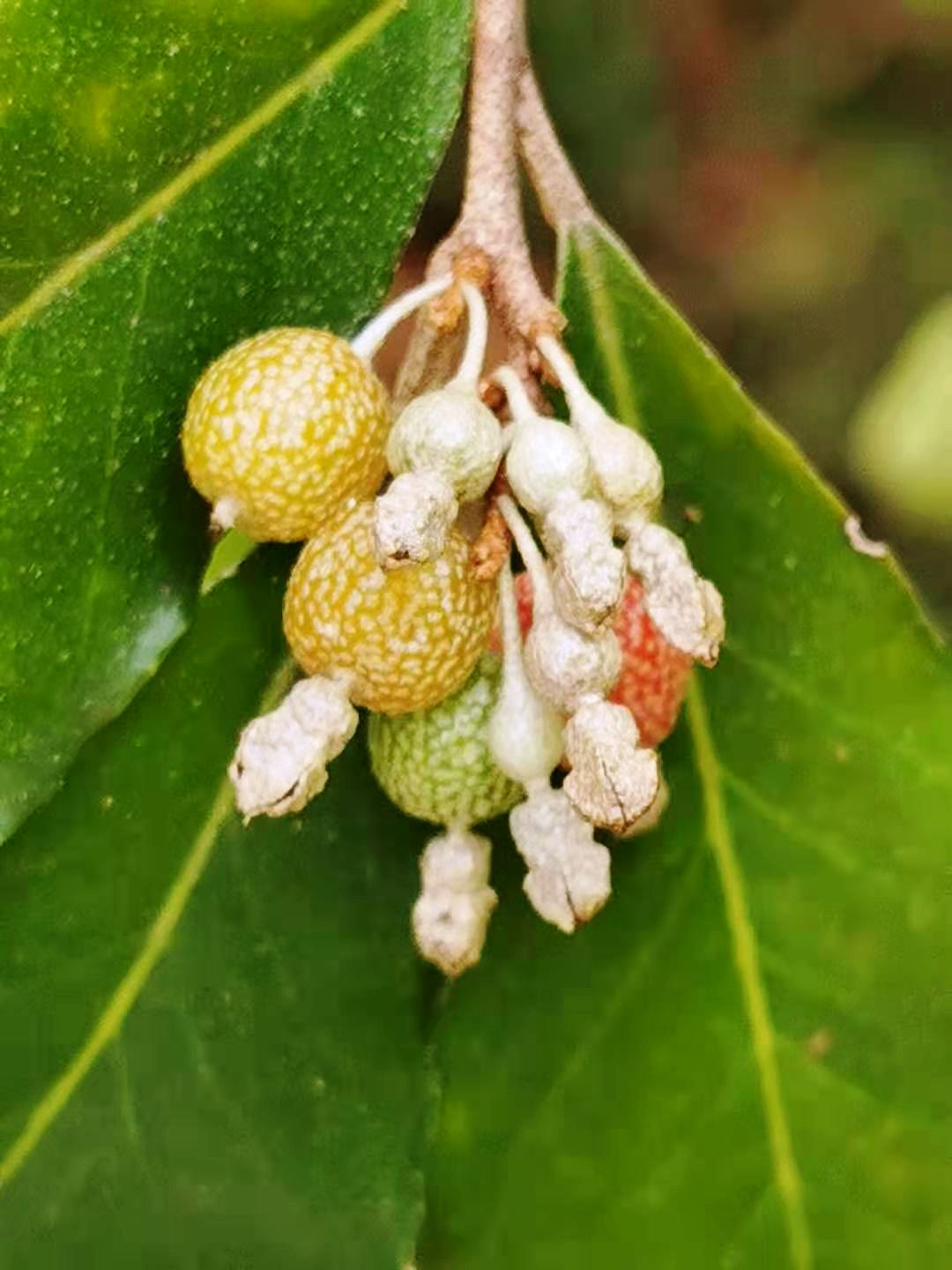
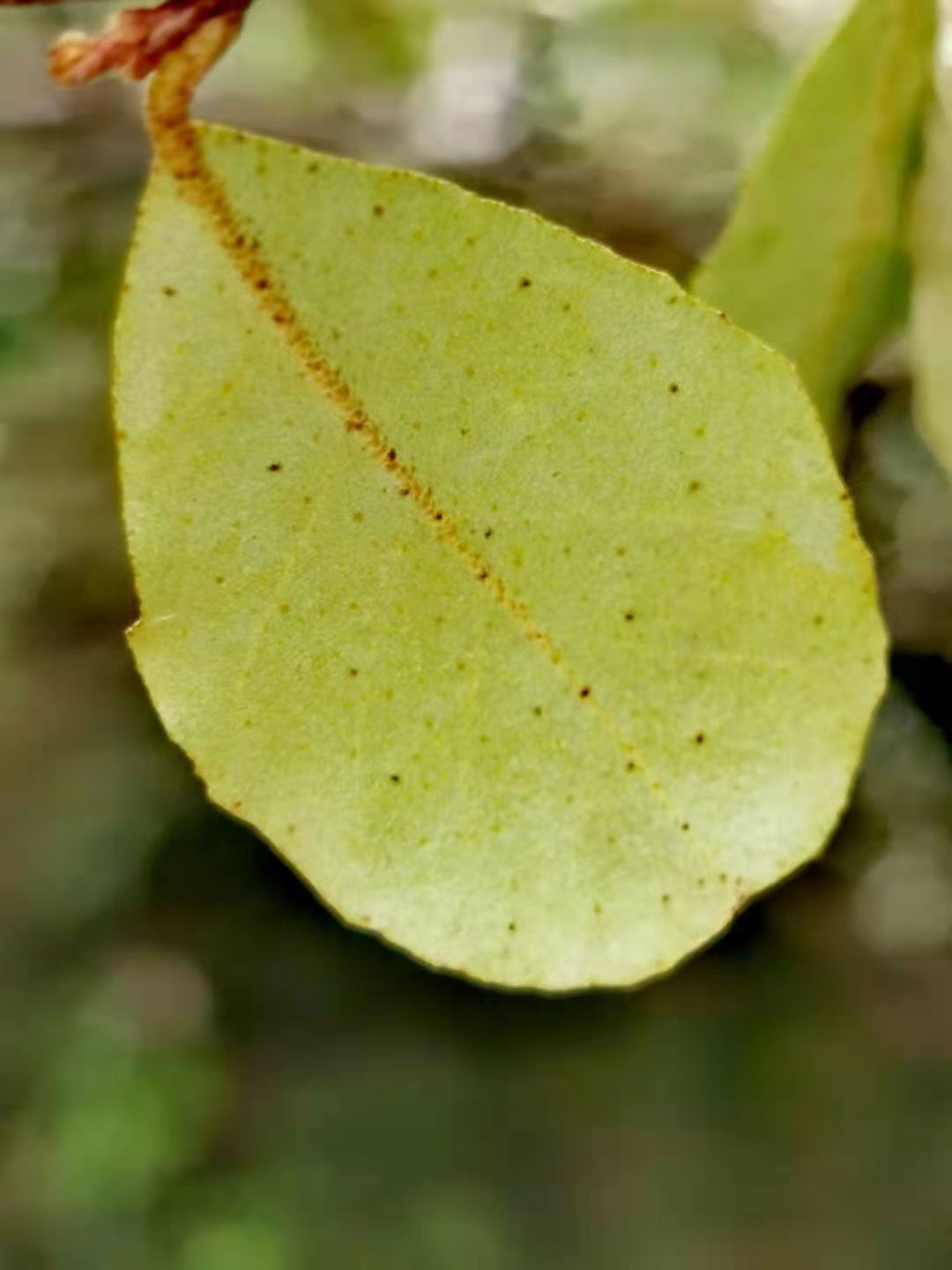
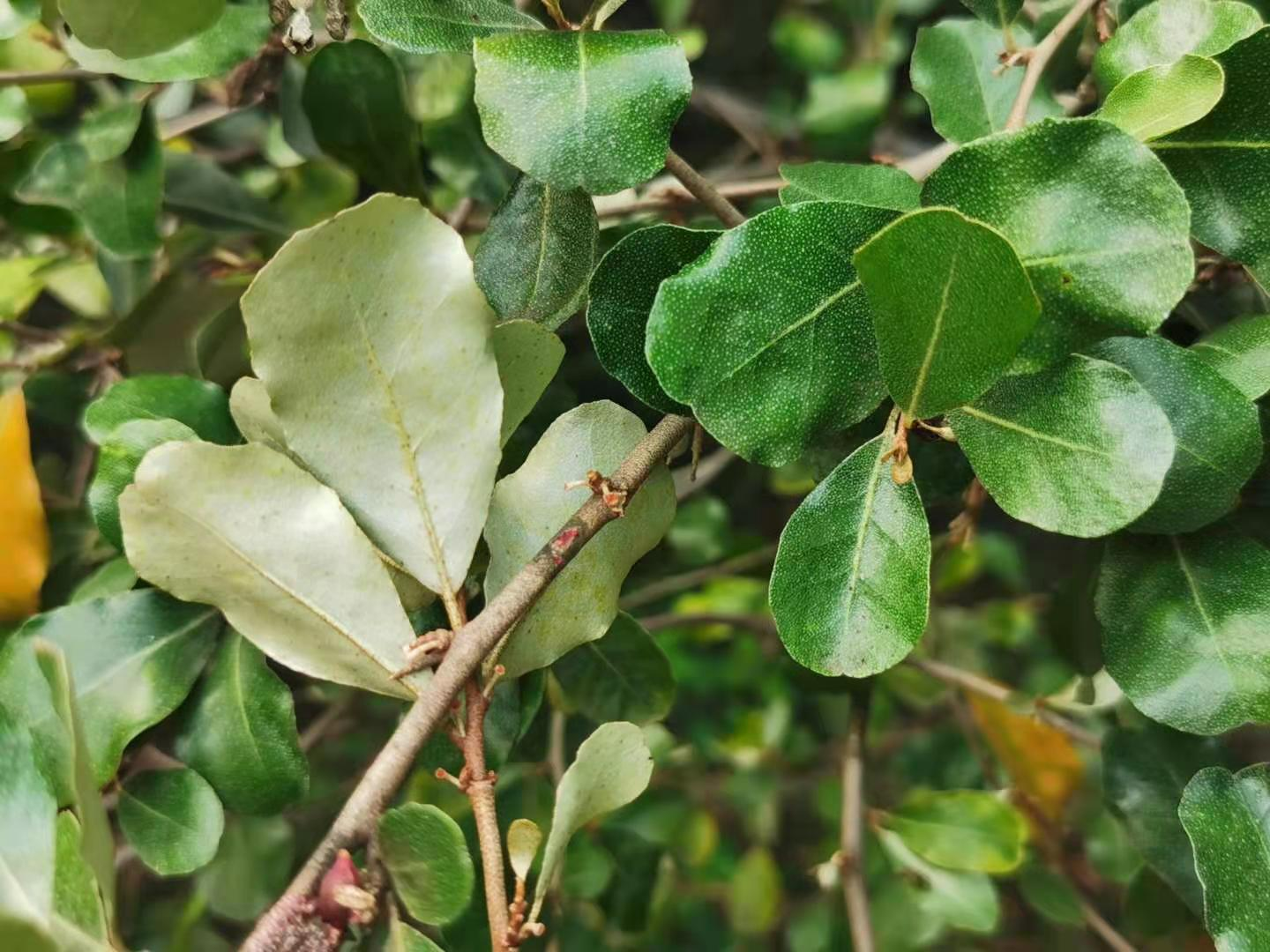
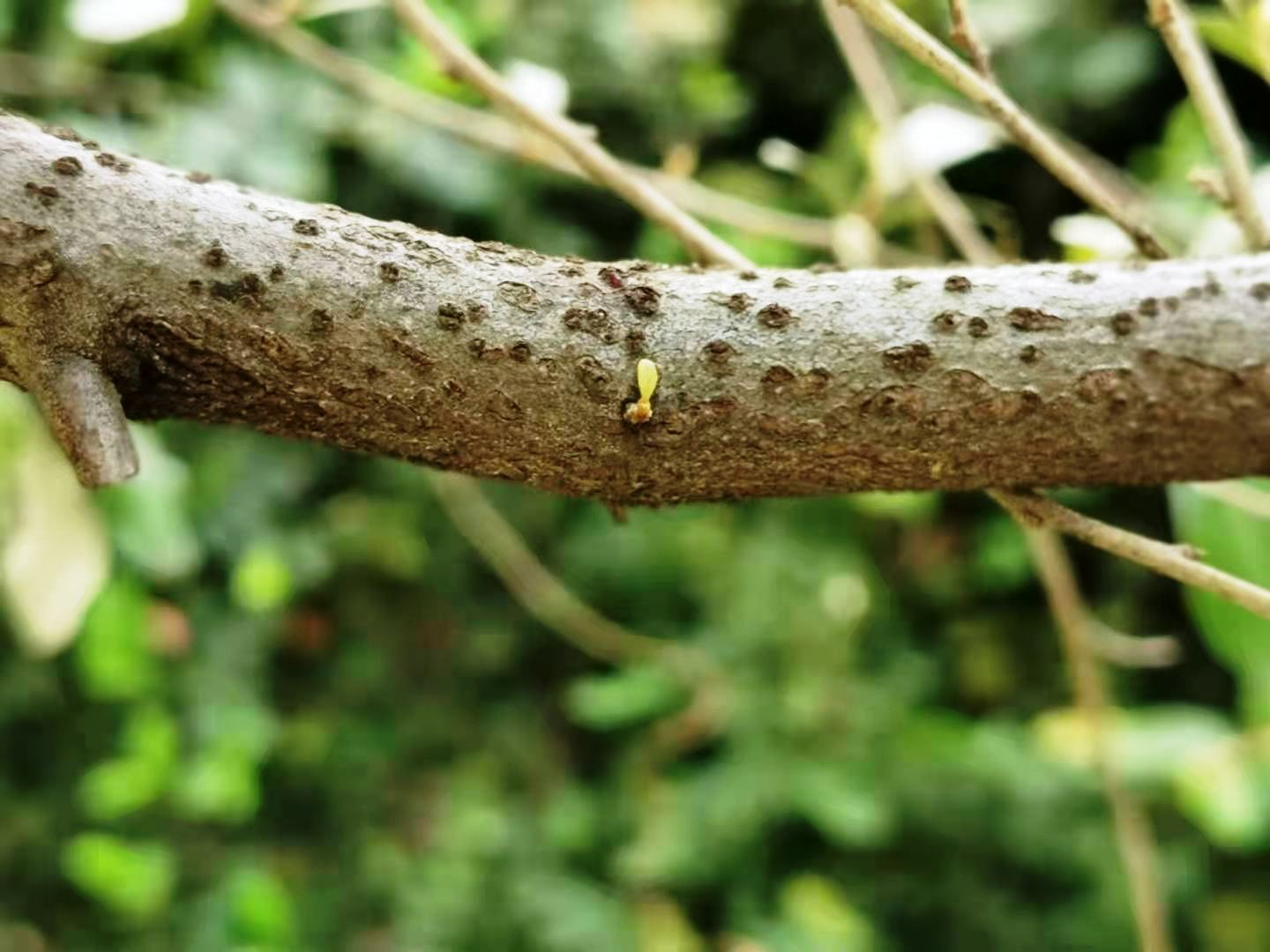
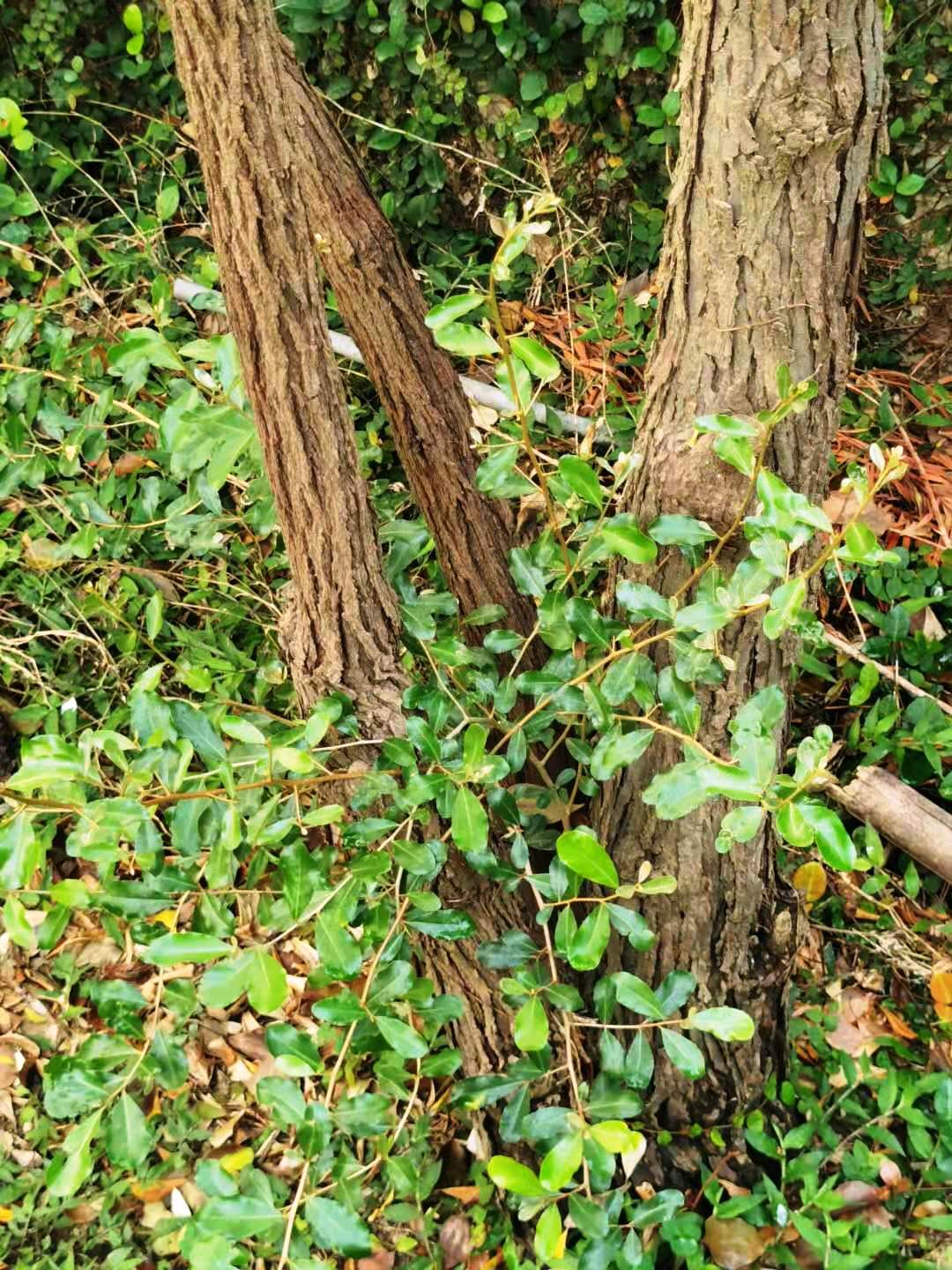
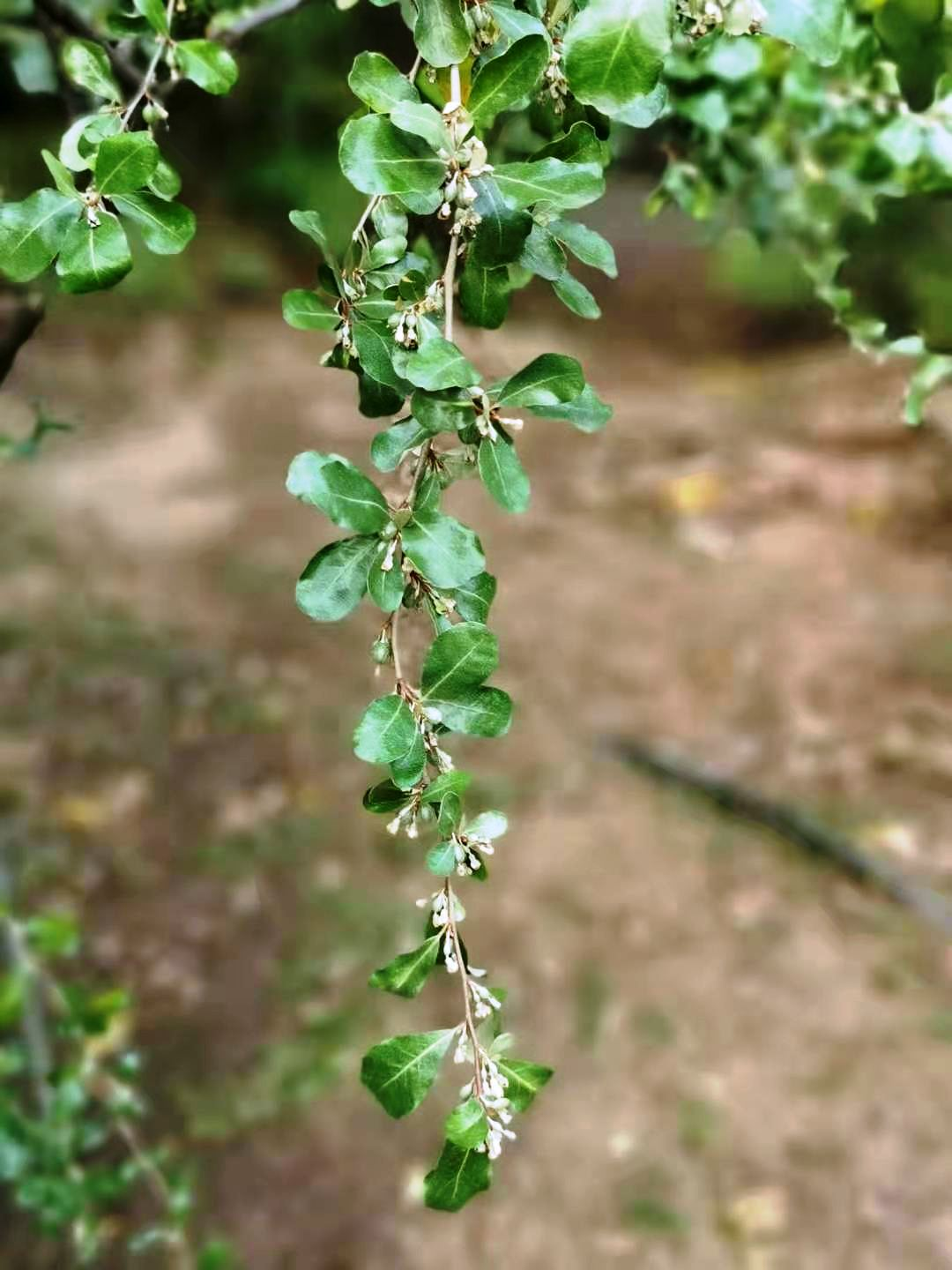
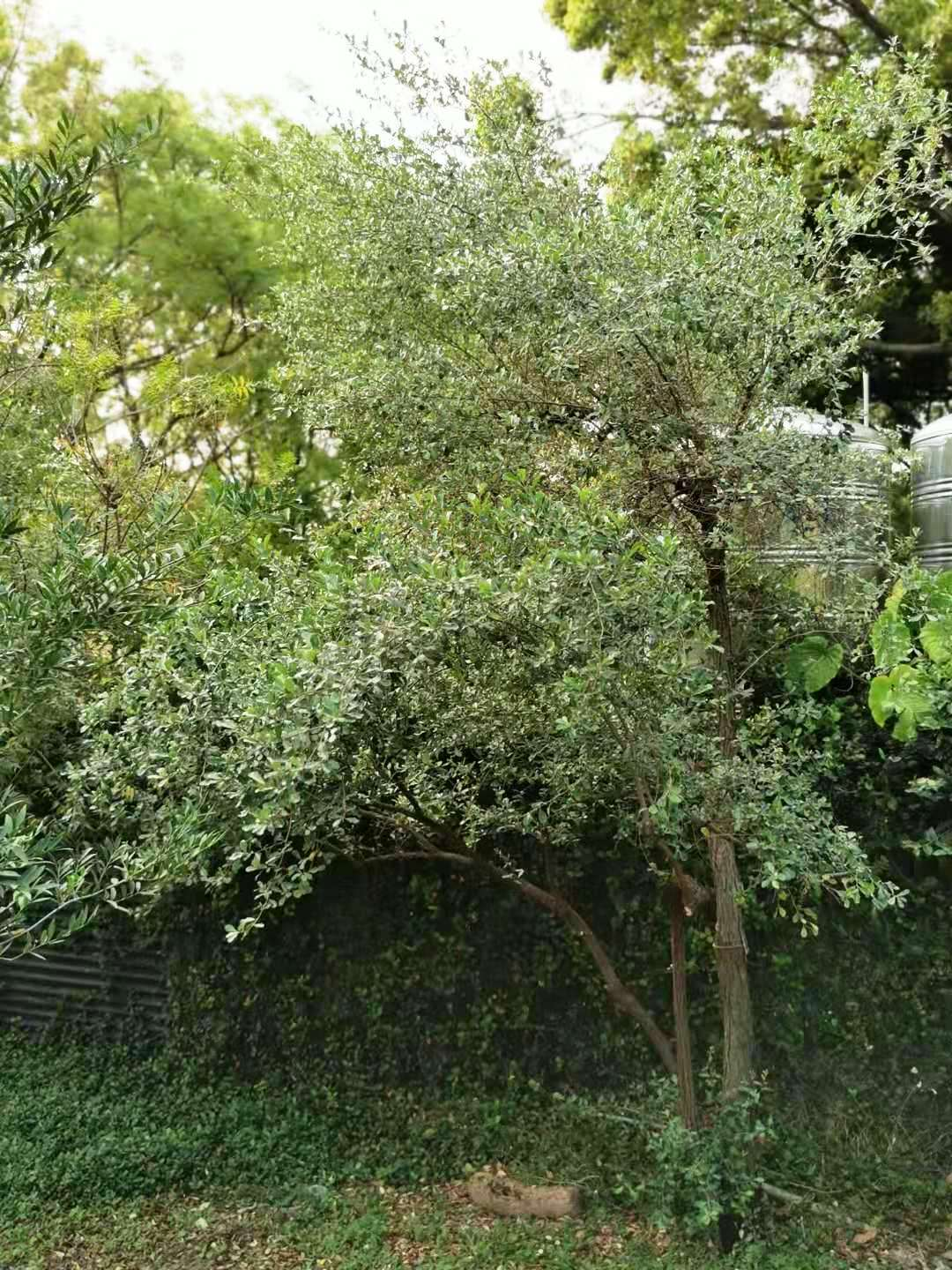